# Jack Cameron
John Archibald Cameron, detto Jack (Ottawa, 3 dicembre 1900 – Danville, 29 novembre 1981), è stato un hockeista su ghiaccio canadese.

## Palmarès

### Olimpiadi invernali
- Oro a Chamonix-Mont-Blanc 1924 nell'hockey su ghiaccio.